# バトルバクレイド
『バトルバクレイド』（Battle Bakraid）は、1999年4月にライジングが制作し、エイティング（8ing）よりアーケードゲームとして発売された縦スクロールシューティングゲーム（クレジットは8ing名義）。同年7月にマイナーチェンジ版として『バトルバクレイド アンリミテッドバージョン』（Battle Bakraid Unlimited Ver.）が同社より制作された（後述）。

## 概要
『バトルガレッガ』（以下『ガレッガ』）、『アームドポリス バトライダー』（以下『バトライダー』）に続くバトルシリーズ第3作。『バトライダー』でのアメコミ風から打って変わって、『ガレッガ』に類似した世界観に回帰している。
アイテムを取ることでメインショット、サイドショットのパワーアップ。オプションやボムの数を増やすことができる。
操作方法やランク上昇を含めた様々なゲームシステムは前2作を踏襲。新要素として、自機から発射される「サイドショット」と呼ばれるメインショットとは別のショットが備わった。サイドショットは選択した自機毎に異なる。また、特定の敵機を連続で破壊すると得点に倍率が掛かるようになった。（×2→×4→×8→×16→×32→×64、最高×64）倍率上昇発動中は倍率カウンタ（通常不可視だがプレイ中に隠しコマンド入力で可視）が減少し、0になった時点で倍率上昇は終了し通常の倍率に戻る。倍率カウンタは自機が被弾して爆発している間や、ボンバーを発射して爆風が広がっている間は減少がストップするので、これらを上手く使えば倍率上昇をキープすることができる。ボムの種類は全機共通している。
ボムはボタンを押す時間で炸裂位置を調整でき、押しっぱなしにすると画面最上段、直ぐ離すと自機の前で発動する。ボムを使用すると倍率カウンタが強制的に1に固定されるが、ボムを押しっぱなしにして上昇中も倍率カウンタが止まるのでこれを上手く利用し倍率カウンタが切れる寸前にボムを使い倍率のかかる敵を破壊する、また少ストックのボムでも倍率を繋げることが出来る。ボムが上昇中も自機は無敵である。なお、ボスなど一部の敵をボムで破壊するとスコアが素点の1/10に落とされる。倍率カウンタがx64の時に1万点勲章を出すと10万点勲章になる。
溜め撃ちは一定時間ショットボタンを離した後ボタンを押すと、一定時間強化されたサイドショットを発射できる。
オプションは『ガレッガ』と同様にフォーメーション変更が可能であり、フォーメーションを変えることで攻撃方法が変わる。『ガレッガ』の機体が最大4個までに対し本作では最大6個まで装備できる。一定の条件を満たすと、隠しフォーメーションが追加される。
『バトライダー』から継承された要素として、連射速度をプレイヤー操作で変更、敵弾を明るめの色にし、その色を任意変更可能にする、敵機破壊時の得点履歴を表示する、敵弾にかすると得点が入る、といったことなど。
ゲーム開始時には以下の4つのモード（うち1つは隠し要素）から選択できる。初級コースはステージ2と3が、中級コース以上はステージ2から5の並びはランダムだが、隠し要素で任意選択（ステージエディット）できるようになる。
- 初級コース(TRAINING) - 4ステージで終了。自機が被弾しそうになると自動でボンバーを発射する「オートボンバー」機能付き。
- 中級コース(NORMAL) - 6ステージで終了する。
- 上級コース(ADVANCE) - 8ステージをプレイできる。
- 連続ボス戦（ONLY BOSS） - 各ステージのボス戦のみを行う隠しモード。

発売初期のバージョンでは、6399万9990点でカウンターストップが発生し早くも達成プレイヤーが出たため、得点カウントを一億の位に上げたマイナーチェンジ版『バトルバクレイド アンリミテッドバージョン』が制作され、無償ROM交換として対応された。
家庭用ゲーム機およびモバイルアプリへの移植は、セガトイズより2022年7月28日に発売の「アストロシティミニ V」にアンリミテッドバージョンの収録が初となる。

## ストーリー
平和で豊かな科学先進国"ランダ（RANDA）"
　暇と財を持て余していた資本家たちは、世界中の優秀な科学者や技術者を高額で雇い入れ"高性能な飛行機開発"に夢中になっていた。
彼らの"飛行機開発"は、当初上昇性能や旋回性能などの数値レベルでの競い合いを楽しむものにすぎなかった。しかし、それだけでは飽き足らない彼らの"お遊び"は、いつしかエスカレートの一途をたどり始めた。それは、武器・実弾を搭載し実戦さながらの"ドッグファイトゲーム"にまで至り、遂には、毎年ランダ主催の"AIR FIGHTERS SHOW"までもが行われる様になった。そんな彼らを、人々はいつの日か"BAKRAID"と呼ぶようになった。金に物を言わせて開発した彼らの機体や装備は各国の最新鋭機を遙かに凌ぐ性能に達していた。
第7回AIR FIGHTERS SHOWを間近に控えたある日、彼らの欲望をさらに加速させる事態が起きた。遥かなる海を越えたシュタール（SHTARTERRA）大陸で強大な先進工業技術をもつデネブ（DENEB）帝国が近隣の諸国の資源を求め侵略を開始したのである。援軍を求めるシュタール安全保障理事会SSC（Shtarterra Security Council）の呼び掛けに、正規軍を持たないランダは、SHOWに出場予定の"BAKRAID"を向かわせる事にした。模擬実戦を越える刺激を求めていた彼らは、巨額の財を投資して作り上げた機体の性能を試す"絶好の機会"と捉えた。生と死が背中合わせの、未知の緊張感の中"誰の機体が最強か"を証明するため、彼らは次々と飛び立っていった。
"最強の戦闘機--BATTLE BAKRAID"の栄光を手に入れるために。

## 自機タイプ
本作では過去のライジング作品に存在した、いわゆるゲストキャラクターは敵味方問わず一切登場しない。
当初選択できる自機は4種類で、稼働日数経過によるタイムリリースまたは隠しコマンド入力でPHASE2の3種類が、さらなる稼働日数経過か隠しコマンド入力でPHASE3の2種類が選択可能になり、合計9機種となる。また隠しコマンド入力により、『バトライダー』と同様に3機がそれぞれ異なる機体を選択（チームエディット）することができる。
ボンバーは全機種共通の爆風が円状に拡散するタイプである。

### 初期選択可能
1号機 スカイドラゴン
ドラーゲン伯爵の搭乗機。攻撃力、運動性のバランスが重視されており、機体に先尾翼型を取り付けている。サイドショットはメインと同類で、やや斜めにも飛んでいく。基本を押さえた標準機。
- メインショット：20mm機関砲／サイドショット：スラッグショット

2号機 セイバータイガー
ティーゲル伯爵の搭乗機。攻撃力と防御力を重視した双胴機。搭載したミサイルは新型の追尾装置を搭載している。
- メインショット：50mmキャノン砲／サイドショット：ターミネイトミサイル

3号機 ライトニングウルフ
ウォルター男爵の搭乗機。科学レーザー砲を搭載し、エンジン部と武装部分を分け、強力なエンジンを積んだことから高い運動性能を誇る。ライトニングビームは強烈な威力を誇ることから攻撃主体の機体となる。
- メインショット：35mmキャノン砲／サイドショット：ライトニングビーム

4号機 ハンマーシャーク
フォイヤー子爵の搭乗機。遠隔操作のレーザー砲と高馬力のエンジンを搭載した小型機。斜めに飛ぶスパイクレーザーは広範囲を攻撃できるので、混戦時に威力を発揮する。
- メインショット：20mm機関砲／サイドショット：スパイクレーザー

### PHASE2
5号機 フレイムバイパー
ハイネッケン公爵の搭乗機。二重反転プロペラと強力なエンジンを搭載し、高い上昇能力を持つ。
- メインショット：50mmキャノン砲／サイドショット：ヘルズフレイム

6号機 スチールバット
ヴヴァール男爵の搭乗機。デルタ翼と翼下に全方位可能な機関砲を搭載したが、エンジンは弱く運動性は悪い。
- メインショット：35mmキャノン砲／サイドショット：ハンターレーザー

7号機 ソリッドレイ
ヘルツァイス伯爵の搭乗機。伯爵が設計、その息子が制作した。馬力のあるエンジン2つ搭載し、翼面積を広くすることで大型ミサイルを搭載できる。その形状から「空飛ぶエイ」とも呼ばれている。
- メインショット：20mm機関砲／サイドショット：ソリッドミサイル

### PHASE3
8号機 バスターリザード
ガーランド伯爵の搭乗機。エンジンを後方に配置し、機体の前部に武装を集中している。
- メインショット：30mmガトリング砲／サイドショット：プラズマアロー

9号機 ブレイドオウル
ギュンター公爵が自ら制作した搭乗機。円型の無尾翼機で、運動性能は高い。普段は農園の農薬散布に使用している。
- メインショット：20mm機関砲／サイドショット：ハイボルトウェイブ